# Johann Nestroy
Johann Nepomuk Eduard Ambrosius Nestroy (7. december 1801 – 25. maj 1862) var en østrigsk skuespiller, sanger, dramatiker og satiriker. Han studerede først jura, men vendte sig siden mod teaterverdenen. Han begyndte som operasanger på Hoftheater Wien i 1822. Fra 1823 til 1831 var han engageret på scener i Amsterdam, Brünn (Brno) og Graz indtil han returnerede til sin fødeby Wien, hvor han beskæftigede sig både med at opføre og skrive skuespil. Hans sammensatte karriere har givet ham tilnavnet "Østrigs Shakespeare".
Nestroys karriere som skuespilforfatter blev hurtigt en succes, og hans stykke Lumpacivagabundus fra 1833 blev populært hos Wiens teaterpublikum. Han blev en ledende skikkelse indenfor østrigsk kultur og han blev Ferdinand Raimunds efterfølger som den førende skikkelse på Volkstheater i Wien. Hvor Raimund koncentrerede sig om romantikken, benyttede Nestroy komedien til at parodiere og forholde sig kritisk til samfundet. Han skrev sine skuespil samtidig med, at Fyrst Metternich gennem sin stærke indflydelse på den østrigske kejser udøvede en konservativ og enevældig politik i landet, og han måtte konstant sørge for, at hans skuespilopsætning holdt sig på den rigtige side af censuren. Hans skuespil er fuld af ironi og ordspil, og hans karakterer blandede ofte den wienske dialekt med et knap så succesfuldt forsøg på et "dannet" sprog. Musik spillede en vigtig rolle i hans arbejde, hvor sangen bidrog til at udvikle skuespillets tema. Operetten, bl.a. i den form, som Johann Strauss d.y. gav den, har rødder hos Nestroy.
Nestroy var yderst produktiv og skrev over firs komedier i 1840'erne og 1850'erne. Blandt de vigtigste var de parodierende komedier Lumpacivagabundus, Liebesgeschichten und Heiratssachen, Der Talisman, Einen Jux will er sich machen og Der Zerrissene, der alle er kendtegnet ved deres samfundskritik og bidende satire.
Bl.a. H.C.Andersen, Johan Ludvig Heiberg og Jens Christian Hostrup er i deres komedier og vaudeviller inspireret af Nestroy.
Johann Nestroy døde i Graz i en alder af 61 år. Han ligger begravet på Wiener Zentralfriedhof
I Wien er Nestroyplatz (med den tilhørende U-banestation) opkaldt efter Johann Nestroy.